# Síndrome de Reye
La síndrome de Reye és una malaltia cerebral que empitjora ràpidament. Els símptomes de la síndrome de Reye poden incloure vòmits, canvis de personalitat, confusió, convulsions i pèrdua de consciència. Tot i que la síndrome afecta el fetge, normalment no s'observa icterícia. La mort es produeix en el 20-40% dels afectats amb la síndrome de Reye, i aproximadament un terç dels que sobreviuen es troben amb un grau significatiu de lesió cerebral.
Es desconeix la causa de la síndrome de Reye. Normalment comença poc després de la recuperació d'una infecció viral, com ara la grip o la varicel·la. Al voltant del 90% dels casos en nens s'associen amb la presa de l'aspirina (àcid acetil salicílic). Algun error congènit del metabolisme també és un factor de risc. La síndrome s'associa amb canvis en les anàlisis de sang com ara un nivell alt d'amoníac en sang, un nivell baix de sucre en sang i un temps de protrombina perllongat. Sovint, presenten un augment del fetge.
Normalment, la prevenció consisteix a evitar l'ús d'aspirina en nens. Quan es va retirar l'aspirina per utilitzar-la en nens als Estats Units i el Regne Unit a la dècada de 1980, es va observar una disminució de més del 90% en les taxes de síndrome de Reye. El diagnòstic precoç de la síndrome millora els resultats. El tractament és de teràpia de suport; es pot utilitzar mannitol per ajudar amb la inflor cerebral.
La primera descripció detallada de la síndrome de Reye va ser l'any 1963 pel patòleg australià Douglas Reye. La síndrome afecta més freqüentment els nens. Afecta menys d'un de cada milió de nens a l'any. La recomanació general d'utilitzar aspirina en nens es va retirar a causa de la síndrome de Reye, només recomanada amb la malaltia de Kawasaki.

## Causes
El mecanisme precís amb què ocorre aquesta síndrome encara és desconegut. Se'n diu “síndrome” perquè les característiques clíniques que els metges fan servir per a diagnosticar-la són força àmplies. Alguns estudis han demostrat la seva associació amb l'aspirina presa en malalties virals. Un petit estudi diu que el paracetamol és encara de més risc, però això està en discussió.

## Símptomes
Es caracteritza per vòmits, síndrome confusional, hepatomegàlia (engrandiment del fetge), somnolència i fins i tot coma. És un quadre amb una mortalitat elevada, entre el 20 al 40%, encara que amb bon pronòstic en els pacients que superen el quadre agut.
És una esteatosi hepàtica microvesicular. El sistema nerviós central apareix edematós.
Al microscopi electrònic es veuen uns mitocondris anormals. La causa de la malaltia sembla un trastorn mitocondrial sistèmic que impedeix la β-oxidació dels àcids grassos.

## Diagnòstic diferencial
Algunes de les diferents malalties que poden tenir símptomes similars són les següents:
- Hemorràgia intracraniana
- Encefalitis viral
- Sobredosi d'una droga o enverinament
- Traumatisme cranial
- Meningitis
- Insuficiència hepàtica deguda a un augment d'amoni
- Insuficiència renal

## Tractament
No té un tractament específic però es fa mantenint les funcions vitals i la correcció dels paràmetres sanguinis. Pot requerir suport mecànic a la funció respiratòria.
Fa molts anys, quan la síndrome de Reye era molt més freqüent s'utilitzava el carbó actiu per a depurar la sang. Actualment es fan servir fàrmacs utilitzats en la resta de les encefalopaties.

## Prevenció
S'ha d'evitar l'ús d'antiinflamatoris no esteroidals del grup dels salicilats en menors de 10 anys en els processos febrils d'origen viral, com la grip per exemple. Tampoc s'han d'usar després de ser vacunats de varicel·la.